# Allan Kanje

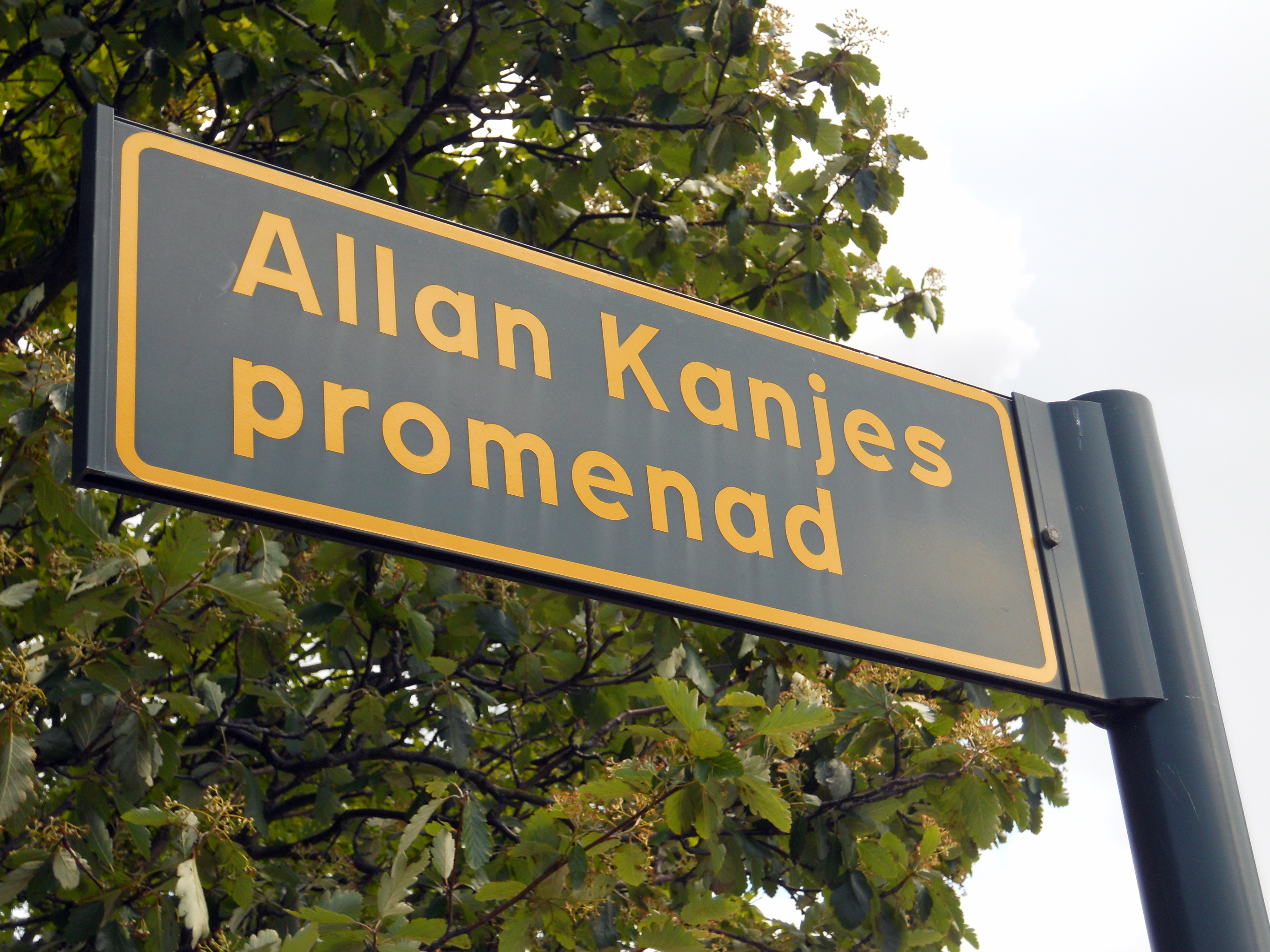
Allan Kanjes promenad.

Allan Rikard Kanje, ursprungligen Andersson, född 12 maj 1905 i Träslövs församling, död 5 januari 1979 i Varberg, var en bad-och kurortschef.

## Biografi
Allan Kanje växte upp i byn  Klastorp och utbildade sig tidigt till skräddare, men blev så småningom Varbergs badkamrer, vilket var liktydigt med chef för stadens bad- och kurortsverksamhet. 
Hans framåtanda när det gällde att utveckla Varberg som turiststad är omvittnad. Som exempel kan nämnas att badhusstyrelsen under hans ledning från 1949 svarade för de två år tidigare startade Fästningsspelen och samverkade vid arrangemang i Simstadion liksom vid Fladen Fishing Festival.  
En gång- och cykelväg, som följer kontereskarpmuren längs fästningens vallgrav, fick den 11 maj 2005 namnet Allan Kanjes promenad. Vägen var i gångna tider förbindelseled mellan stenbrottet och hamnen.